# Asur
Asur es un personaje mencionado en el libro de Génesis de la Biblia (concretamente en Génesis 10:22). Fue uno de los hijos de Sem, hijo a su vez de Noé. Después del diluvio bíblico, los hijos de Noé, Sem, Cam y Jafet se convirtieron en los padres de las naciones del mundo. Sem fue el padre de Asur de donde precisamente provienen los asirios como de otras naciones de Mesopotamia (Génesis  10:22-31).
- Datos: Q2426606